# Pteropus livingstonii
Крилан Лівінгстона (Pteropus livingstonii) — вид рукокрилих, родини Криланових.

## Опис
Довжина: 30 см. Середній розмах крил: 1,4 м. Вага 500—800 гр. Має від темно-коричневої до чорної шерсть з іржаво або імбирними кінчиками волосся на плечах і в області паху. Оранжево-коричневі очі великі, забезпечуючи хороший зір. Цей вид не використовує ехолокації, але демонструє типовий слух ссавців, і, таким чином, має прості, округлі вуха.

## Поширення
Це ендемік для Союзу Коморських Островів, де живе тільки на островах Анжуан і Могелі. Населяє ліси, вище 200 метрів на Могелі й понад 500 метрів на Анжуані. Сідала, як правило, знаходяться на південно-східних схилах, які отримують ранкове сонце і затінені з полудня і до кінця дня.

## Поведінка
Переважно нічний спосіб життя, але на відміну від більшості рукокрилих, також активний у другій половині дня, коли він летить з сідало ділянок до місць годування. Знаходить плоди за допомогою добре розвиненого зору і нюху; харчується протягом всієї ночі, відпочиваючи перервами. Харчуються переважно фруктовим соком; вони стискають шматочки м'якоті плодів в роті, ковтають сік, а потім випльовують м'якоть і насіння. Вони також харчуються квітами місцевих рослин, щоб отримати нектар, а іноді й листям. Грає важливу роль як запилювачі лісу і розсіювання насіння.
Лаштує сідала на високих деревах в середніх і великих розмірів, часто галасливих, колоніях, в яких є певна соціальна структура, заснована на домінуванні. Самці відзначають територію, протираючи гілки сильним мускусним запахом, який виробляють залози в області шиї й плечей. Домінантні самці можуть також скористатися цією функцією, щоб позначити самиць, які поділяють його місце ночівлі або територію годування, з метою втримати інших самців від спаровування з нею.
Розмножуються сезонно, як правило, на початку сезону дощів, в період з серпня по жовтень, коли їжі вдосталь. Вагітні самиці збираються в кластери геть від самців. Приблизно у віці три тижні, молодь залишається в «яслах» в нічний час, поки мати відлітає харчуватись.

## Загрози
Велика вирубка лісів призвела до неспокою невеликих популяцій криланів Лівінгстона. Рідні ліси Коморських островів продовжують стрімко знижуватися, зі швидкістю 5,6 відсотків на рік під засадження або очищені для фруктів, кокосів, маніоки, кукурудзи, гороху, солодкої картоплі й гвоздики. Циклони є ще одною серйозною загрозою. Вважається, що без термінових дій, ці неймовірні крилани можуть зникнути протягом 25 або 50 років.